# Marietta intermedia
Marietta intermedia är en stekelart som beskrevs av Annecke och Insley 1972. Marietta intermedia ingår i släktet Marietta och familjen växtlussteklar. Inga underarter finns listade i Catalogue of Life.